# Hemicordulia assimilis
Hemicordulia assimilis – gatunek ważki z rodziny szklarkowatych (Corduliidae).